# مرتضى إبراهيمي
مرتضى إبراهيمي (بالفارسية: مرتضی ابراهیمی) هو لاعب كرة قدم إيراني في مركز الدفاع، ولد في 6 مارس 1982 في رشت في إيران. لعب مع نادي استقلال رشت ونادي استقلال طهران ونادي بكاه كيلان ونادي داماش غيلان ونادي سايبا ونادي مس كرمان.